# Ethan Van der Ryn
Ethan Van der Ryn (* 21. Oktober 1962 in Alameda, Kalifornien) ist ein US-amerikanischer Tontechniker.

## Leben
Van der Ryn studierte bis 1986 an der San Francisco State University, die er mit einem Bachelor verließ. Im letzten Jahr seines Studiums arbeitete er zunächst als Kabelhelfer beim Film Der Nussknacker von Carroll Ballard mit. Nach Ende des Studiums spezialisierte sich Van der Ryn auf den Bereich Tontechnik und begann, bei Lucasfilm zu arbeiten. In den folgenden 14 Jahren arbeitete er zunächst Tonschnittassistent, unter anderem bei den Filmen Cadillac Man und Avalon (beide 1990). Sein erster Film als Toneffekttechniker wurde 1991 Terminator 2; weitere Filme wie Titanic und Der Soldat James Ryan folgten.
Van der Ryn war an den meisten Filmen der Regisseure Michael Bay und Peter Jackson als Tontechniker beteiligt. Sechs Mal arbeitete er mit Tontechniker Mike Hopkins zusammen, wobei Van der Ryn für die externen Soundeffekte und Hopkins für die Tonaufnahmen der Dialoge zuständig war. Sein erster großer Erfolg wurde Der Herr der Ringe: Die zwei Türme, für dessen Tonschnitt er 2003 einen Oscar erhielt. Van der Ryn gewann für seine Arbeit King Kong 2005 einen weiteren Oscar in der Kategorie Bester Tonschnitt. Zudem war er 2008 und 2012 für Transformers bzw. Transformers 3 sowie 2013 für Argo für einen Oscar in der Kategorie Bester Tonschnitt nominiert.
Van der Ryn lebt mit seiner Frau und seinen zwei Kindern in Malibu.

## Filmografie (Auswahl)
- 1991: Terminator 2 – Tag der Abrechnung (Terminator 2: Judgement Day)
- 1995: Nine Months
- 1996: Tage wie dieser (One Fine Day)
- 1997: Titanic
- 1998: Armageddon – Das jüngste Gericht (Armageddon)
- 1998: Der Soldat James Ryan (Saving Private Ryan)
- 1999: Dogma
- 2000: Die Legende von Bagger Vance (The Legend of Bagger Vance)
- 2001: Pearl Harbour
- 2001: Der Herr der Ringe: Die Gefährten (The Lord of the Rings: The Fellowship of the Ring)
- 2002: Der Herr der Ringe: Die zwei Türme (The Lord of the Rings: The Two Towers)
- 2003: Der Herr der Ringe: Die Rückkehr des Königs (The Lord of the Rings: The Return of the King)
- 2005: The Ring 2 (The Ring Two)
- 2005: King Kong
- 2007: Transformers
- 2008: Kung Fu Panda
- 2009: Monsters vs. Aliens
- 2009: Transformers – Die Rache (Transformers: Revenge of the Fallen)
- 2010: Für immer Shrek (Shrek Forever After)
- 2010: Megamind
- 2011: Kung Fu Panda 2
- 2011: Transformers 3 (Transformers: Dark of the Moon)
- 2012: Argo
- 2013: Beautiful Creatures – Eine unsterbliche Liebe (Beautiful Creatures)
- 2013: G.I. Joe – Die Abrechnung (G.I. Joe: Retaliation)
- 2013: Pain & Gain
- 2013: World War Z
- 2013: Justin Bieber’s Believe
- 2014: Need for Speed
- 2014: Godzilla
- 2014: Transformers: Ära des Untergangs (Transformers: Age of Extinction)
- 2014: Teenage Mutant Ninja Turtles
- 2015: Terminator: Genisys
- 2015: Gänsehaut (Goosebumps)
- 2016: 13 Hours: The Secret Soldiers of Benghazi
- 2016: Kung Fu Panda 3
- 2016: Teenage Mutant Ninja Turtles: Out of the Shadows
- 2016: All I See Is You
- 2016: Trolls
- 2016: Spectral
- 2016: Live by Night
- 2017: Transformers: The Last Knight
- 2018: A Quiet Place
- 2018: Pacific Rim: Uprising
- 2018: Christopher Robin
- 2018: Meg (The Meg)
- 2019: Bumblebee
- 2019: The LEGO Movie 2
- 2019: Willkommen im Wunder Park (Wonder Park)
- 2019: Friedhof der Kuscheltiere (Pet Sematary)
- 2019: Pokémon Meisterdetektiv Pikachu (Pokémon Detective Pikachu)
- 2019: Godzilla II: King of the Monsters (Godzilla: King of the Monsters)
- 2019: Everest – Ein Yeti will hoch hinaus (Abominable)
- 2019: 6 Underground
- 2020: Sonic the Hedgehog
- 2020: A Quiet Place 2
- 2020: Love and Monsters
- 2021: Godzilla vs. Kong
- 2021: Space Jam: A New Legacy
- 2021: Jungle Cruise
- 2021: Finch
- 2022: Ambulance
- 2022: Sonic the Hedgehog 2
- 2023: Cocaine Bear
- 2023: Transformers: Aufstieg der Bestien (Transformers: Rise of the Beasts)
- 2023: Die letzte Fahrt der Demeter (the Last Voyage of the Demeter)
- 2023: The Creator

## Auszeichnungen (Auswahl)
- 1998: Golden Reel Award für Titanic
- 1999: Golden Reel Award für Der Soldat James Ryan
- 2002: Nominierung, BAFTA/Bester Ton, für Der Herr der Ringe: Die Gefährten
- 2003: Oscar, Bester Tonschnitt, für Herr der Ringe: Die zwei Türme
- 2003: Nominierung, BAFTA/Bester Ton, für Herr der Ringe: Die zwei Türme
- 2004: Nominierung, BAFTA/Bester Ton, für Herr der Ringe: Die Rückkehr des Königs
- 2006: Oscar, Bester Tonschnitt, für King Kong
- 2006: Nominierung, BAFTA/Bester Ton, für King Kong
- 2008: Oscarnominierung, Bester Tonschnitt, für Transformers
- 2012: Oscarnominierung, Bester Tonschnitt, für Transformers 3
- 2013: Oscarnominierung, Bester Tonschnitt, für Argo
- 2019: Oscarnominierung, Bester Tonschnitt, für A Quiet Place
- 2019: Nominierung, BAFTA/Bester Ton, für A Quiet Place
- 2022: Nominierung, BAFTA/Bester Ton, für A Quiet Place 2
- 2024: Oscarnominierung, Bester Ton, für The Creator